# RDX
« Hexogène » redirige ici. Pour l’article homophone, voir Exogène.
Pour les articles homonymes, voir RDX (homonymie).
Le RDX ou cyclotriméthylènetrinitramine est également connu sous les noms de cyclonite ou hexogène.
Le RDX est un composé explosif cristallin solide de couleur blanche, habituellement utilisé en mélange avec d'autres explosifs, des huiles ou des cires. Mélangé avec le PETN, il entre dans la composition du Semtex.
Ce composé organique très stable est considéré comme l'un des explosifs militaires les plus puissants et largement utilisés depuis la Seconde Guerre mondiale, entre autres dans l'ogive du RPG-7. Les compositions RDX sont des mélanges de RDX avec des additifs.
En combinaison avec d'autres explosifs, le RDX forme la base pour les :
- composition A ;
- composition B ;
- composition C (dont le célèbre C-4) ;
- composition D ;
- composition H6 ;
- hexolite.

## Propriétés

### Fabrication
Le RDX est un explosif nitré, issu de la réaction de l’acide nitrique avec l’hexamine. Cette addition donne en plus du RDX, du dinitrométhane, du nitrate d'ammonium et de l'eau. La réaction de nitration de l'hexamine étant exothermique, il convient de refroidir en continu le mélange :
10HNO3 + (CH2)6N4 → (CH2-N-NO2)3 + 3CH2(ONO2)2 + NH4NO3 + 3H2O.

### Caractéristiques
Le RDX est un hétérocycle qui commence à se décomposer à 170 °C, fond à 205,5 °C et bout à 234 °C.

Sa formule structurelle est hexahydro-1,3,5-trinitro-1,3,5-triazine.

Sa densité théorique maximale est 1,82.

Il est très fragile à l'état cristallisé, à une température inférieure à −4 °C.

### Explosion
Source.

Le RDX se décompose à 217 °C mais il n’a pas assez d’oxygène pour pouvoir entièrement s’oxyder lors de l’explosion. C’est juste après le contact avec l’atmosphère que la combustion peut s'achever. La réaction de décomposition du RDX est la suivante :
C3H6N6O6 → 3CO + 3H2O + 3N2.
Lorsqu’il explose, sa vitesse de détonation atteint 8 750 m/s, pour une densité de 1,76.

Lors de sa détonation, le RDX produit 908 L de gaz pour 1 kg d’explosif. Sa chaleur d’explosion est de 1 300 kcal/kg.

Pour démarrer la détonation, il est nécessaire d’utiliser un détonateur puisqu'à la température ambiante, il est très stable. Il brûle plutôt qu'il n'explose et ne détone qu’avec un détonateur.

Le RDX a une sensibilité au choc de 5,5 J et une sensibilité à la friction de 174 N.

## Histoire
Source.

### Découverte
Le RDX a été synthétisé pour la première fois en 1899 par un Allemand, Georg Friedrich Henning (brevet No104280), et a été utilisé en médecine. Ce n’est qu’en 1920 que Herz a reconnu le RDX comme un explosif, il a réussi à le synthétiser par la nitration directe de l’hexamine, mais les rendements étaient bas et le processus était coûteux et non-attirant pour la production à grande échelle. En 1925, à Picatinny Arsenal, fut développé un processus pour fabriquer du RDX lequel avait un rendement de 68 %. En 1940, Ross et Schiessler, au Canada, ont réussi à développer un processus qui n’a pas exigé l’emploi d’hexamine comme matière première. Au même moment, Bachman a développé un procédé de fabrication du RDX à partir de l’hexamine mais avec un meilleur rendement.

Les produits de Bachman étaient connus sous le nom de « RDX type B » et contenaient de 8 à 12 % d’impuretés. Par la suite, Brockman a mis au point un procédé de synthèse directe de RDX pur, devenu le « RDX type A ».

### Seconde Guerre mondiale
Le RDX a été utilisé durant la Seconde Guerre mondiale, dans de nombreux composés.
| Nom           | Composition                                                             |
| ------------- | ----------------------------------------------------------------------- |
| Composition A | 88,3 % de RDX et 11,7 % de plastifiant non-explosif                     |
| Composition B | RDX, TNT et cire                                                        |
| H-6           | 45 % de RDX, 30 % de TNT, 20 % d’aluminium et 5 % de cire               |
| PTX-1         | 30 % de RDX, 50 % de tétryl et 20 % de TNT                              |
| PTX-2         | 41-44 % de RDX, 26-28 % de PETN et 28-33 % de TNT                       |
| PVA-4         | 90 % de RDX, 8 % d’acétate de polyvinyle et 2 % de phtalate de dibutyle |
| RIPE          | 85 % de RDX et 15 % de « Gulf Crown E Oil »                             |
| Torpex        | 42 % de RDX, 40 % de TNT et 18 % d’aluminium                            |

### Productions anglaise et canadienne
Au Royaume-Uni, le RDX a été fabriqué à partir de 1933 dans une usine de l'Arsenal Royal à Woolwich, une plus grande usine étant construite au RGPF Waltham Abbey en 1939. En 1939, une usine de dimension industrielle a été construite sur le site, ROF Bridgwater, loin de Londres ; la production de RDX a commencé à Bridgwater en 1941. Le Royaume-Uni a essayé d'être autosuffisant aux premiers stades de la guerre car à cette époque les États-Unis étaient encore un pays neutre ; le Canada, un membre du Commonwealth britannique, a été désigné pour fournir des munitions et des explosifs, notamment le RDX. En 1941, la compagnie Shawinigan Chemicals a établi au Québec, dans la petite municipalité de Lac-à-la-Tortue en banlieue de Shawinigan, la première usine de fabrication de RDX en Amérique du Nord.
Une méthode légèrement différente a été trouvée et utilisée au Canada, mais utilisant encore l'hexamine, peut-être à l'université McGill au Département de Chimie. Urbanski fournit des détails de cinq méthodes pour la production.
L'acronyme RDX pourrait être soit l'abréviation de "Research Department eXplosive" soit de "Royal Demolition eXplosive".

### Les États-Unis et le procédé de Bachmann
Au début de la Seconde Guerre mondiale, le gouvernement américain s'est tourné vers la Tennessee Eastman Company (TEC), à Kingsport dans le Tennessee, pour développer un procédé de fabrication continu du RDX. Les États-Unis ont commencé leur recherche en toute tranquillité pour fabriquer de grandes quantités de RDX. Werner Emmanuel Bachmann de l'université du Michigan a développé un procédé qui a exigé de grandes quantités d'anhydride acétique au lieu de l'acide nitrique dans le « vieux procédé de Woolwich britannique ». En février 1942, la TEC a construit l'usine Wexler Bend et a commencé à produire de petites quantités de RDX. Cela a conduit le gouvernement américain à autoriser la TEC à concevoir et à construire Holston Ordnance Works (H.O.W) (depuis nommé « Holston Army Ammunition Plant (en) », en juin 1942 à Kingsport, Tennessee. On a constaté que le procédé de Bachmann pour synthétiser le RDX était plus riche en HMX que le procédé du Royaume-Uni. Cela a conduit, plus tard, à la construction d'une usine utilisant le procédé de Bachmann à ROF Bridgewater en 1955, produisant autant de RDX que de HMX.
Le procédé se base sur la nitrolyse de l'hexaméthylènetétramine. On peut obtenir soit du RDX, soit du HMX (octogène).

## Production en 2018
En 2018, la Holston Army Ammunition Plant (en) est dirigée par BAE Systems. Elle est le seul site de production de RDX et HMX du complexe militaro-industriel des États-Unis.
Les principaux fabricants européens sont l’entreprise française Eurenco, filiale de la SNPE, qui dispose d'une usine à Sorgues, dans le Vaucluse, et le norvégien Chemring Nobel ; l'usine d'explosifs de BAE Systems en Grande-Bretagne a fermé en 2007.